# Carmen Flores
Carmen Flores Ruiz, conocida artísticamente como Carmen Flores (Jerez de la Frontera, Cádiz, 18 de agosto de 1936) es una reconocida  cantante de copla y actriz española, hermana de la también cantante y actriz Lola Flores y madre del exfutbolista y entrenador de fútbol Quique Sánchez Flores. Además, es tía de los cantantes Lolita, Antonio y Rosario Flores, y tía abuela de las actrices Alba Flores y Elena Furiase.

## Biografía

### Inicios y paréntesis familiar
Carmen, hija de Pedro Flores y Rosario Ruiz, era la menor de tres hermanos Lola (1923-1995), Manuel (1934-1949) y Carmen (1936). Fue bautizada en la Iglesia de San Miguel. Para que su hermana iniciara su carrera, la familia emigró de Jerez de la Frontera a Madrid cuando ella solo tenía 3 años. Eran una familia humilde, su padre regentaba una taberna en Jerez, La Fe de Pedro Flores, y su madre era costurera, por lo que en algún momento de su infancia Carmen pasó un poco de penurias. Poco a poco gracias a los éxitos de Lola la cosa mejoró. Hasta que muere su hermano Manuel, con tan solo 15 años, de una peritonitis. La familia quedó destrozada, por lo que para aliviar el dolor su hermana mayor Lola se los llevó a todos a América incluida a Carmen la cual fue forzada a dejar de estudiar y empujada a iniciar sus primeros oficios como artista. Su primer debut fue en el teatro Esperanza Iris de México en el cual Carmen por miedo escénico, Lola tuvo que darle un pequeño empujoncito a Carmen que finalmente salió, así empezaba su nueva vida como artista.
A su regreso a España, participa en diferentes espectáculos junto a su hermana Lola y graba sus primeros discos.
En julio de 1959 contrae matrimonio religioso con el futbolista Isidro Sánchez en la madrileña Iglesia de Santa Bárbara. y anuncia su despedida artística. Sus padrinos de boda fueron su hermana Lola y el entonces alcalde de Jerez. A partir de ese momento se dedica a la vida familiar y al cuidado de sus 4 hijos, participando esporádicamente en algunos espectáculos musicales junto a Lola, como La copla morena o La guapa de Cádiz.

### Regreso a los escenarios
A principios de la década de los 70, Carmen  se separa de su marido Isidro por lo que para sacar adelante a sus cuatro hijos retoma su carrera artística, realizando recitales en solitario o junto a otros artistas. Cosecha tantos triunfos como en los comienzos de su carrera. Los Maestros Quintero, León y Quiroga, le componen canciones como “Te he de querer mientras viva”, entre otras. Con el paso del tiempo se fue renovando, actualizándose en forma permanente,  integrándose sin perder sus raíces a la canción melódica, donde su voz adquiere todos los matices que lograron arrancar los aplausos de los más diversos públicos de España y América. A partir de 1979 recorre durante varios años España y Latinoamérica con los espectáculos El concierto de las Flores y La saga de las Flores, junto a Lola Flores y Lolita, a las que se unirá en algunas ocasiones Carmen Sevilla. En los años siguientes, compagina sus actuaciones en solitario con la participación en espectáculos junto a Lola, hasta el fallecimiento de ésta en 1995.

### Éxito en España y Argentina
En 1996 rinde homenaje a su hermana con el espectáculo Lola, la leyenda, que obtiene un gran éxito en Argentina. Desde entonces, ha recorrido la geografía de este país presentando diferentes espectáculos como Carmen flores en Concierto en 1997, con el que recorre todo el país con enorme éxito.El mundo de Carmen Flores, en el año 1998,  permitió mostrar a esta gran artista en plenitud, y el broche de oro para este espectáculo fue haber conseguido en todos sus rubros la nominación al premio Estrella de Mar, galardón que Carmen gana como Mejor Cantante Solista. Después de su habitual temporada en Europa, retorna a Argentina para estrenar su nuevo musical Carmen Flores, entre dos amores. Este espectáculo ocurre entre octubre de 1999 y el verano de 2000, recibiendo la aceptación del público y la prensa y  tres premios Estrella de Mar (Mejor Espectáculo, Mejor Ballet y Mejor Iluminación).  Al año siguiente vuelve a la Argentina con otro espectáculo, Desde mi corazón, también recorriendo el país por seis meses y recogiendo todos los premios nacionales posibles de brindar a una artista extranjera, como lo fueron: “Ciudadana Ilustre”, “Visitante Ilustre”,  las “Llaves de Honor” en muchas ciudades del interior y de la misma Capital Federal, “El Faro de Oro”; y el mejor galardón: la incondicionalidad del público argentino. Los sucesivos espectáculos Carmen Flores y Olé y Mi vida… un adiós, fueron del mismo tenor que los anteriores, en las temporadas 2002, 2003 y 2004. En octubre de 2005 Carmen Flores regresó a la Argentina para reencontrarse con su público por partida doble. Presentó Copla y guitarra y su biografía Carmen Flores, entre rosas y espinas.
Para finales de enero de 2007 se lleva a cabo el espectáculo Con esencia, que recorrerá el país de norte a sur por seis meses. 
Pese a que en 2009 anunció su retirada, realizando una gira de despedida, un año después reconsideró su decisión, publicando un nuevo trabajo discográfico como homenaje al tango y a la Argentina, Tango con flores, y presentando un nuevo espectáculo. En 2014 presenta su nuevo espectáculo llamado Carmen Flores íntima en el que interpreta 14 canciones en la cual es acompañada en muchas de ellas por un guitarrista en el que Carmen está más presente que nunca en el escenario
En 2005 presentó en Buenos Aires su biografía Entre rosas y espinas
Afincada en Valencia desde 1988, Carmen Flores ha grabado desde sus inicios once discos dedicados a la copla, ha realizado dos DVD y sigue presentando nuevos espectáculos de canción que son muy aplaudidos.
Su filmografía incluye un pequeño papel en el gran éxito El último cuplé, que afianzó el estrellato de Sara Montiel.
El 9 de noviembre de 2015 se presentó en el programa Tu Cara me Suena (emitido por TELEFE), acompañando a la participante Diana Amarilla, quien interpretó a Carmen. Dicha presentación se realizó en el marco de una gira por Argentina.
Siempre ha dicho que le hubiese gustado ser deportista profesional.

## Discografía
| Año  | Álbum                              | Distribución     | Discográfica                  |
| ---- | ---------------------------------- | ---------------- | ----------------------------- |
| 1974 | Carmen Flores                      | España           | Impacto                       |
| 1976 | Carmen Flores                      | España           | Euromusic                     |
| 1978 | Éxitos de...                       | España           | Saef                          |
| 1978 | Con Carácter                       | España México    | Melody                        |
| 1997 | Grandes Éxitos                     | España Argentina | AJB Records                   |
| 1999 | Entre Dos Amores                   | Argentina        | Raquel Klemencic Producciones |
| 2    | Desde Mi Corazón                   | Argentina        | AJB Records                   |
| 2003 | Y olé                              | Argentina        | Raquel Klemencic Producciones |
| 2004 | La Despedida: Mi Vida... Un Adiós! | Argentina        | Raquel Klemencic Producciones |
| 2005 | Copla y Guitarra                   | Argentina        | Raquel Klemencic Producciones |
| 2005 | Temas Inéditos                     | Argentina        | Raquel Klemencic Producciones |
| 2008 | Con Esencia                        | Argentina        | Raquel Klemencic Producciones |
| 2009 | Por Siempre                        | Argentina        | Raquel Klemencic Producciones |
| 2010 | Tango Con Flores                   | Argentina        | Raquel Klemencic Producciones |
| 2010 | Sus Éxitos                         | Argentina        | Sony Music                    |
| 2017 | Boleros                            | Argentina        | Raquel Klemencic Producciones |

### Discos sencillos
- 1958: « Capote de valentía / Carmela de mi vida / Y todavía te quiero / Flor de romero»
- 1966: « Dile que no / Te he de querer mientras viva / La rosa y el viento / Deléitame»
- 1967: « Tu pañuelo verde / Rondalla de celos / La Malvarrosa / Verbena»
- 1967: « Ódiame / Ya no me importas / Por qué será / Recordarás»
- 1967: « Te he de querer mientras viva / Norma / Septiembre / Ojos verdes»
- 1968: « Encarnita Sánchez / Venga a Bélmez»
- 1977: « Espera / Y ahora qué»

## DVD
Discos de video musicales.
- 2006: Copla y Guitarra: DVD Concierto en Vivo Teatro Avenida
- 2007: Con Esencia: DVD concierto en Vivo
- 2010: Sus Éxitos: DVD en Vivo desde el Teatro Ópera
- 1978: Cantares: DVD de actuaciones en vivo junto a Lola Flores

## Teatro
| Año  | Espectáculo                          |
| ---- | ------------------------------------ |
| 1997 | En Concierto                         |
| 1998 | El Mundo de Carmen Flores            |
| 1999 | Entre dos Amores                     |
| 2001 | Desde Mi Corazón                     |
| 2003 | Y Olé                                |
| 2004 | Mi vida...Un Adiós                   |
| 2005 | Copla y Guitarra                     |
| 2007 | Con Esencia                          |
| 2008 | Carmen Flores Por Siempre, despedida |
| 2015 | Carmen Flores íntima                 |
| 2016 | Carmen Flores                        |
| 2017 | Carmen Flores                        |
| 2019 | Carmen Flores                        |

## Filmografía
| Año  | Título                             | Personaje     | Dirección                   |
| ---- | ---------------------------------- | ------------- | --------------------------- |
| 1971 | Casa Flora                         | Chica 2       | Ramón Fernández             |
| 1968 | Ensayo de una noche de bodas       |               | José María Fernández Unsáin |
| 1959 | Venta de Vargas                    | Curra         | Enrique Cahen Salaberry     |
| 1959 | Échame la culpa                    | Rocío         | Fernando Cortés             |
| 1959 | Las de Caín                        | Estrella Caín | Antonio Momplet             |
| 1958 | El Gran espectáculo                | Gloria        | Miguel Zacarías             |
| 1958 | Sueños de oro (Maricruz)           | Consuelito    | Miguel Zacarías             |
| 1957 | El último cuplé                    | Cantante      | Juan de Orduña              |
| 1956 | La Faraona                         | Carmencita    | René Cardona                |
| 1955 | Tú y las nubes (Limosna de amores) |               | Miguel Morayta              |
| 1953 | Pena, penita, pena                 | Bailarina     | Miguel Morayta              |
| 1952 | La estrella de Sierra Morena       | Gitanilla     | Ramón Torrado               |
| 1951 | La niña de la venta                | Gitanilla     | Ramón Torrado               |

## Televisión
| Año         | Programa                      | Notas |
| ----------- | ----------------------------- | --- |
| 2021        | Un año de tu vida             | Última aparición pública de Carmen Flores |
| 1996 - 2017 | Almorzando con Mirtha Legrand | Desde 1996 hasta 2017 Carmen ha asistido ininterrumpidamente una o dos veces por año al programa Argentino conducido por Mirtha Legrand.                |
| 2016        | Menuda noche                  | |
| 2015        | Tu cara me suena              | Participando durante la imitacion de Dana Amarilla. Con "No Te Vayas Nunca"                                                                             |
| 2015        | Telefe noticias               | |
| 2014        | Viva la tarde                 | |
| 2012        | La pelu                       | Programa Argentino |
| 2011        | ¡Qué tiempo tan feliz!        | |
| 2010        | Dónde estas corazón           | |
| 2009        | Regreso al Futuro             | |
| 2006 - 2017 | Luar                          | |
| 2002        | Tómbola                       | |
| 2001        | Maru a la Tarde               | Programa Argentino conducido por Maru Botana |
| 1999 - 2000 | Noche de Fiesta               | |
| 1998        | Risas y Estrellas             | |
| 1996        | Lola La Leyenda               | Homenaje de la Televisión Argentina trasmitido por Canal 9 (Argentina)                                                                                  |
| 1995        | Ay, Lolita Lola               | |
| 1994        | Debate                        | En ese programa se Debatió sobre si Carmen Flores era hija de Lola Flores, participaron también Carmen Sevilla, Piñas y la hija de Camarón de la Isla.￼ |
| 1993        | Sabor a Lolas                 | |
| 1992        | Y Vero America Va             | Conducido por Verónica Castro |
| 1992        | Quédate con la Copla          | |
| 1990        | Homeanje a Lola Flores        | En Miami interpretando el afamado "Pan y Chocolate" |
| 1985        | Estudio Abierto               | Junto a Lola Flores y lolita |
| 1984        | Ángel Casas Show              | Junto a Lola y Lolita Flores |
| 1984        | Superstar                     | Junto a Lola y Lolita Flores |
| 1979        | 300 millones                  | Junto a Lola Flores y Lolita interpretando "Si pero No"                                                                                                 |
| 1979        | 300 millones                  | Interpretando temas de su disco. |
| 1978        | Cantares                      | |
| 1975        | Señoras y Señores             | |